# 野性の葦
『野性の葦』（やせいのあし、仏: Les roseaux sauvages、英: Wild Reeds）は、1994年のフランスの青春映画。監督はアンドレ・テシネ、出演はエロディ・ブシェーズとガエル・モレルなど。アルジェリア戦争が最終局面を迎えた1960年代初頭のフランス南西部を舞台に、大学入学資格試験を控えた4人の少年少女の恋と友情、性の目覚めとともに、彼らが人生の転機を迎える姿を描いている。主演の4人には無名（当時）の新人のみを起用している。

## キャスト
- マイテ・アルヴァレス: エロディ・ブシェーズ - 寄宿学校の女子学生。
- フランソワ・フォレスティエ: ガエル・モレル - 寄宿学校の男子学生。マイテの親友。同性愛者。
- セルジュ・バルトロ: ステファーヌ・リドー - フランソワの同級生。マイテに惹かれている。
- アンリ・マリアーニ: フレデリック・ゴルニー（フランス語版） - アルジェリアからの転校生。セルジュと同室。
- アルヴァレス先生: ミシェール・モレッティ（フランス語版） - マイテの母。共産党員。
- モレリ先生: ジャック・ノロ（フランス語版） - アルヴァレス先生の代任教師。
- ピエール・バルトロ: エリック・クレイケンマイエール - セルジュの兄。新婚の身で戦地に送られる。
- イレーヌ: ナタリー・ヴィーニュ - ピエールの妻。

## 作品の評価

### 映画批評家によるレビュー
Rotten Tomatoesによれば、10件の評論の全てが高評価であり、平均点は10点満点中8.23点となっている。
Metacriticによれば、19件の評論のうち、高評価は16件、賛否混在は3件、低評価はなく、平均点は100点満点中81点となっている。

### 受賞歴
| 映画祭・賞                         | 部門           | 候補                                                 | 結果       |
| ---------------------------------- | -------------- | ---------------------------------------------------- | ---------- |
| 第20回セザール賞                   | 作品賞         |                                                      | 受賞       |
| 第20回セザール賞                   | 監督賞         | アンドレ・テシネ                                     | 受賞       |
| 第20回セザール賞                   | 脚本賞         | アンドレ・テシネ ジル・トーラン オリヴィエ・マサール | 受賞       |
| 第20回セザール賞                   | 助演女優賞     | ミシェール・モレッティ                               | ノミネート |
| 第20回セザール賞                   | 有望若手男優賞 | フレデリック・ゴルニー                               | ノミネート |
| 第20回セザール賞                   | 有望若手男優賞 | ガエル・モレル                                       | ノミネート |
| 第20回セザール賞                   | 有望若手男優賞 | ステファーヌ・リドー                                 | ノミネート |
| 第20回セザール賞                   | 有望若手女優賞 | エロディ・ブシェーズ                                 | 受賞       |
| 第47回カンヌ国際映画祭             | ある視点       |                                                      | 出品       |
| 第21回ロサンゼルス映画批評家協会賞 | 外国語映画賞   |                                                      | 受賞       |
| 第30回全米映画批評家協会賞         | 外国語映画賞   |                                                      | 1位        |
| 第61回ニューヨーク映画批評家協会賞 | 外国語映画賞   |                                                      | 受賞       |